# Michael Paseornek
Vous pouvez aider à l'améliorer ou bien discuter des problèmes sur sa page de discussion.
- Le fond est à vérifier. Si vous venez d’apposer le bandeau, merci d’indiquer ici les points à vérifier. (Marqué depuis juillet 2025)

Vous pouvez aider à l'améliorer ou bien discuter des problèmes sur sa page de discussion.
- Il ne cite pas suffisamment ses sources. Vous pouvez indiquer les passages à sourcer avec {{référence nécessaire}} ou {{Référence souhaitée}}, et inclure les références utiles en les liant aux notes de bas de page. (Marqué depuis juillet 2025)

- Archive Wikiwix
- Bing
- Cairn
- DuckDuckGo
- E. Universalis
- Gallica
- Google
- G. Books
- G. News
- G. Scholar
- Persée
- Qwant
- (zh) Baidu
- (ru) Yandex
- (wd) trouver des œuvres sur Wikidata

Michael Paseornek est un réalisateur, producteur et scénariste américain. Il est l'actuel président de Lions Gate Films.

## Biographie

### Débuts
Paseornek sort diplômé de l'université de New York en 1974 et devient l'éditeur de Michel Choquette. En 1985, il décroche son premier travail dans le monde du cinéma en étant scénariste de Toubib Academy numéro un. Il devient scénariste pour des films à petits budgets ou pour la télévision.
En 1991, il ouvre une société de production Cinepix Film Properties qui devient une branche de Lions Gate Entertainment, prenant le nom de Lions Gate Films en 1995.[à vérifier]

### Producteur
En 1996, il se lance dans la réalisation du téléfilm Vibrations pour lequel il a écrit le scénario mais ce sera sa seule réalisation. Ensuite, il tente une carrière de producteur après être devenu une branche de LionsGate, spécialisé dans les films. En 1998, il se spécialise comme producteur exécutif dans les films de LionsGate, place qu'il ne quitte plus.
Même si Paseornek s'implique dans son rôle de producteur exécutif, il est aussi président de la production de LionsGate pour Appel au meurtre (Liberty Stands Still) en 2002 et exécutif chargé de la production pour La Défense Lincoln en 2011.

## Filmographie

### Comme réalisateur
- 1996 : Vibrations (1996)

### Comme scénariste
- 1985 : Toubib Academy numéro un
- 1986 : Screwball Academy (téléfilm)
- 1986 : Sale boulot (en) (Meatballs III: Summer Job)
- 1989 : Snake Eater
- 1989 : Snake Eater II: The Drug Buster
- 1995 : Ski Hard
- 1996 : Vibrations

### Comme producteur
- 1997 : Stag
- 1998 : Johnny Skidmarks (en)
- 1998 : Jerry and Tom
- 2003 : Confidence
- 2003 : Wonderland
- 2005 : Happy Endings

### Comme producteur exécutif
- 1998 : Buffalo '66
- 1998 : I'm losing you
- 1998 : Hi-Life
- 1998 : Vig (téléfilm)
- 1999 : Prisoner of Love
- 2000 : American Psycho
- 2001 : Perfume
- 2001 : Un parfum de meurtre (The Cat's Meow)
- 2001 : À l'ombre de la haine
- 2001 : The Wash
- 2001 : Emprise
- 2001 : Get Well Soon
- 2002 : Dead Heat
- 2002 : American Psycho 2: All American Girl
- 2002 : Cube 2
- 2002 : En eaux troubles (The Badge)
- 2002 : Les Lois de l'attraction
- 2003 : Le Mystificateur
- 2004 : Final Cut
- 2004 : Godsend, expérience interdite
- 2004 : The Cookout
- 2004 : Cube Zero
- 2005 : Madea, grand-mère justicière
- 2005 : Fierce People (non crédité)
- 2005 : The Devil's Rejects
- 2005 : Undiscovered
- 2005 : In the Mix
- 2006 : Akeelah
- 2006 : Affaire de femmes
- 2006 : Hyper Tension
- 2006 : Employés modèles
- 2007 : Pride
- 2007 : Daddy's Little Girls
- 2007 : Charlie, les filles lui disent merci
- 2007 : Stir of Echoes: The Homecoming (téléfilm)
- 2007 : Rogue : L'Ultime Affrontement
- 2008 : The Eye
- 2008 : Meet the Browns
- 2008 : Le Royaume interdit
- 2008 : The Family That Preys
- 2008 : La Copine de mon meilleur ami
- 2008 : Christmas Cottage
- 2008 : Punisher : Zone de guerre (Punisher: War Zone)
- 2008 : The Spirit
- 2009 : Meurtres à la St-Valentin
- 2009 : Madea Goes to Jail
- 2009 : Hyper Tension 2
- 2009 : Ultimate Game
- 2009 : I Can Do Bad All by Myself
- 2010 : Kiss and Kill
- 2010 : Alpha et Oméga
- 2011 : Madea's Big Happy Family
- 2011 : Warrior
- 2012 : Les Possédés
- 2012 : Nurse
- 2013 : Le Dernier Rempart